# Qusay Hussein

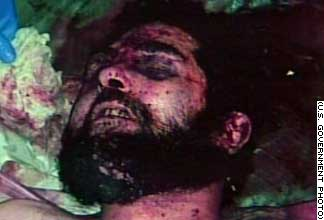
Foto do corpo de Qusay Hussein após sua morte em 2003. Muitos iraquianos estavam céticos sobre a notícia da morte de Qusay pelo governo dos EUA, então eles divulgaram as fotos dos cadáveres de Qusay Hussein e de seu irmão Uday Hussein, e então permitiram que o conselho de governo do Iraque identificasse os corpos dos irmãos.

Qusay Saddam Hussein al-Tikrit (língua árabe, قصي صدام حسي) (ou Qusai) (17 de maio de 1966 – 22 de julho de 2003) foi filho do antigo presidente Saddam Hussein e Sajida Khairallah. Foi morto junto com seu irmão mais velho, Uday Hussein, durante a invasão estadunidense ao Iraque em 2003.
Uday Hussein era visto como herdeiro de Saddam até sofrer ferimentos graves em uma tentativa de assassinato em 1996. Ao contrário do irmão mais velho, que era conhecido pela extravagância e comportamento errático e violento, Qusay Hussein mantinha a discrição. Ele era casado com a filha de um oficial do alto escalão militar e possuíam três filhos. Um de seus filhos, Mustapha Hussein (nascido em 3 de janeiro de 1989 em Ticrite) foi morto ao lado do pai em um tiroteio com tropas dos EUA. Os outros dois são presumidos vivos, mas seus paradeiros são desconhecidos.
Qusay era considerado o responsável pelas forças de segurança interna e possivelmente dirigia também o serviço de inteligência iraquiano (SSO). Também tinha alguma autoridade sobre a Guarda Republicana e outras unidades militares iraquianas.

## Ligações Externas
- Gulf News: Qusay given key role in war plans, 17-03-2003
- GlobalSecurity.org: Qusay Saddam Hussein al-Tikriti
- BBC News: Saddam's rival sons, 10 September 2002
- BBC News: Saddam's hated sons, 23 July 2003